# Dudenhofen
Dudenhofen ist eine Ortsgemeinde im Rhein-Pfalz-Kreis in Rheinland-Pfalz. Sie ist Verwaltungssitz der Verbandsgemeinde Römerberg-Dudenhofen. Das rund 6000 Einwohner zählende Dudenhofen ist gemäß Landesplanung als Grundzentrum ausgewiesen.

## Geografie

### Geografische Lage
Dudenhofen liegt in der Rheinebene in der Region Pfalz. Das Gemeindegebiet grenzt östlich an die Stadt Speyer. Im Norden der Gemarkung erstreckt sich der Speyerer Wald. Die Großstädte Ludwigshafen am Rhein und Mannheim liegen etwa 15 Kilometer nordöstlich von Dudenhofen. Zu Dudenhofen gehören die Wohnplätze Atzelhof, Falkenhof, Ruppertsäckerhof, Waldhaus, Zwölfmannsgarten, Andreashof und Thomashof. Nachbargemeinden sind – im Uhrzeigersinn – Schifferstadt, Speyer, Römerberg, Harthausen, Hanhofen und Böhl-Iggelheim.

### Gewässer
Sowohl der Speyerbach als auch dessen Seitenarm Woogbach fließen durch das Siedlungsgebiet. Der Hainbach unterquert den Speyerbach und fließt als Krebsbächel in den Woogbach.

## Geschichte
1156 wurde Dudenhofen in einer Urkunde Friedrich Barbarossas in der Schreibweise „Tutenhoven“ erstmals erwähnt. Seit 1392 ist die heutige Schreibweise nachgewiesen. Funde in der Gemarkung Dudenhofens belegen Siedlungsreste aus der Römerzeit und der Zeit der Fränkischen Landnahme, sodass die Gründung der Siedlung zur Zeit der urkundlichen Erwähnung sicher schon einige Jahrhunderte zurücklag. Die Grabbeigabe eines fränkischen Sturzbechers wird dem 8. Jahrhundert n. Chr. zugerechnet.
974 wurde durch Kaiser Otto II. die Gerichtsbarkeit der Ortschaften des Speyergaus, zu dem die Siedlung auf Grund ihrer Nachbarschaft zur Stadt Speyer gehört, dem Bistum Speyer unterstellt. Bis zur Auflösung der bestehenden Herrschaftsverhältnisse 1797 durch den Anschluss an die Französische Republik gehörte Dudenhofen zum Speyerer Hochstift und unterstand dort zuletzt dem Amt Deidesheim. Diese Zugehörigkeit war aber nicht immer unumstritten, seit ihrer politischen Unabhängigkeit 1294 beanspruchte die Stadt Speyer die Hoheit über Dudenhofen, versuchte aber nie, diesen Anspruch durchzusetzen.
Von 1798 bis 1814, als die Pfalz Teil der Französischen Republik (bis 1804) und anschließend des Napoleonischen Kaiserreichs war, war Dudenhofen in den Kanton Speyer eingegliedert und besaß eine eigene Mairie. 1815 hatte der Ort insgesamt 700 Einwohner. Im selben Jahr wurde er Österreich zugeschlagen. Bereits ein Jahr später wechselte Dudenhofen wie die gesamte Region in das Königreich Bayern und dessen Rheinkreis. Von 1818 bis 1862 gehörte die Gemeinde zum Landkommissariat Speyer; aus diesem ging das Bezirksamt Speyer hervor.
Ab 1939 war der Ort Bestandteil des Landkreises Speyer. Nach dem Zweiten Weltkrieg wurde Dudenhofen innerhalb der Französischen Besatzungszone ein Teil des damals neu gebildeten Landes Rheinland-Pfalz. Im Zuge der Ersten rheinland-pfälzischen Verwaltungsreform wechselte der Ort in den Landkreis Ludwigshafen am Rhein, der seit 2004 Rhein-Pfalz-Kreis heißt. 1972 wurde Dudenhofen Sitz der neu geschaffenen gleichnamigen Verbandsgemeinde. Seit 2014 ist der Ort Teil und Verwaltungssitz der Verbandsgemeinde Römerberg-Dudenhofen.

### Konfessionsstatistik
Am Jahresende 2014 waren von den Einwohnern 48,0 % römisch-katholisch, 23,3 % evangelisch und 28,3 % konfessionslos oder gehörten einer anderen Glaubensgemeinschaft an. Die Anteil der Katholiken und Protestanten an der Gesamtbevölkerung ist seitdem gesunken. Ende November 2024 hatten 37,5 % der Einwohner die katholische Konfession und 19,4 % die evangelische. 43,1 % gehörten entweder einer anderen Glaubensgemeinschaft an oder waren konfessionslos.

## Politik

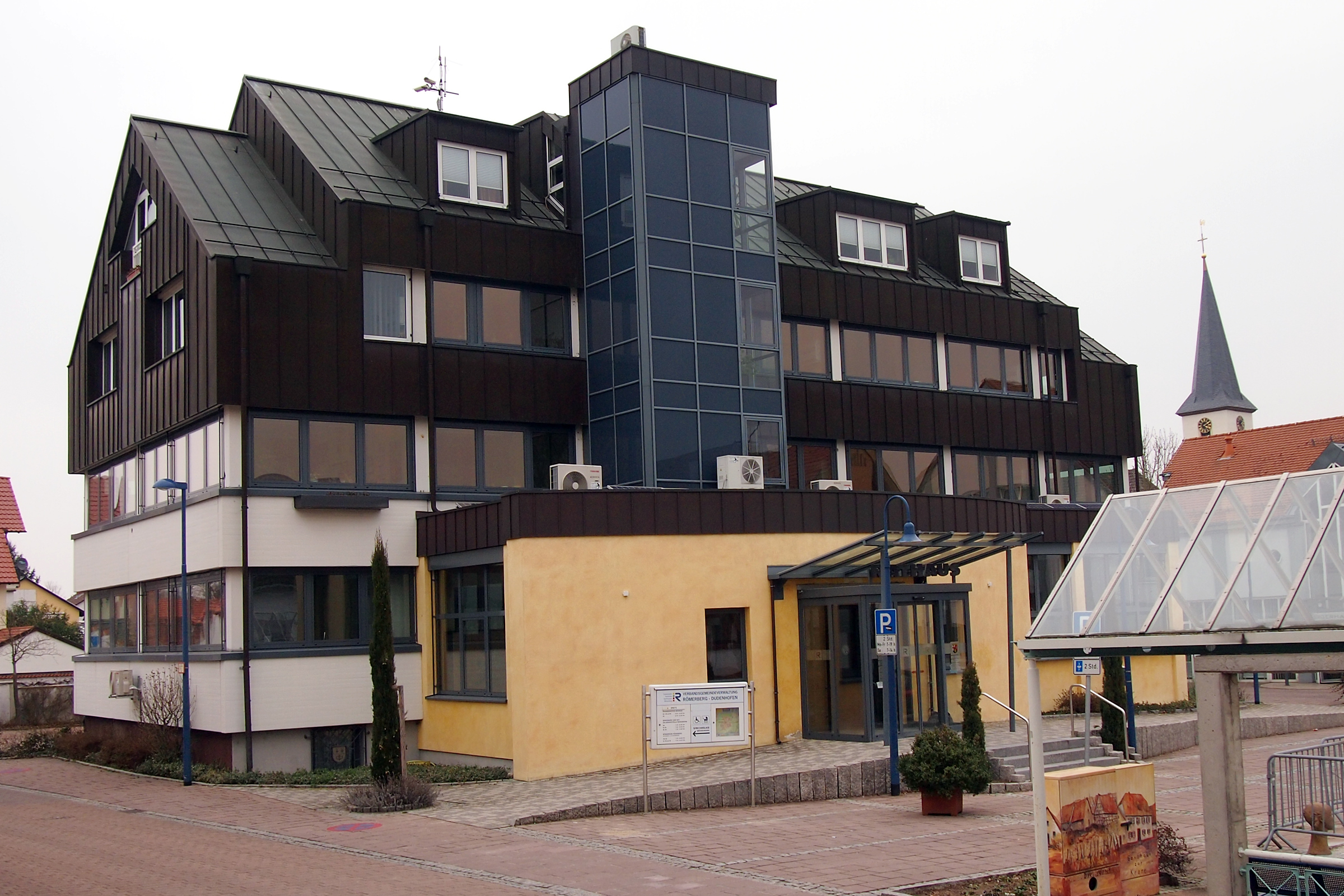
Rathaus in Dudenhofen

### Gemeinderat
Der Gemeinderat in Dudenhofen besteht aus 22 Ratsmitgliedern, die bei der Kommunalwahl am 9. Juni 2024 in einer personalisierten Verhältniswahl gewählt wurden, und dem ehrenamtlichen Ortsbürgermeister als Vorsitzendem.
Die Sitzverteilung im Gemeinderat:
| Wahl | SPD | CDU | Grüne | FDP | FWG | Gesamt   |
| ---- | --- | --- | ----- | --- | --- | -------- |
| 2024 | 7   | 7   | 3     | 1   | 4   | 22 Sitze |
| 2019 | 6   | 8   | 4     | 2   | 2   | 22 Sitze |
| 2014 | 4   | 12  | 2     | 2   | 2   | 22 Sitze |
| 2009 | 4   | 12  | 2     | 2   | 2   | 22 Sitze |
| 2004 | 3   | 12  | 3     | 2   | 2   | 22 Sitze |

- FWG = Freie Wählergruppe Dudenhofen

### Bürgermeister
Der ehrenamtliche Ortsbürgermeister wird für fünf Jahre direkt gewählt. Seit 2009 amtierte Peter Eberhard (CDU). Er wurde 2019 von Jürgen Hook (SPD) abgelöst. Bei der Direktwahl am 9. Juni 2024 setzte sich Hook mit einem Stimmenanteil von 61,2 % gegen einen Mitbewerber durch und wurde somit für fünf weitere Jahre in seinem Amt bestätigt.

### Wappen
| Wappen von Dudenhofen | Blasonierung: „In Blau ein silbernes Kreuz, dessen oberer Arm verlängert und zu einer stilisierten Krümme rechtshin ausgezogen ist.“ |
| Wappen von Dudenhofen | Wappenbegründung: Es wurde 1962 vom rheinland-pfälzischen Innenministerium genehmigt und geht zurück auf ein Gerichtssiegel aus dem Jahr 1744. Jedoch wurde das „krumme creutz“ bereits um 1715 auf Dudenhofener Grenzsteinen verwendet. Zuvor war das Wappen schon 1845 eingeführt worden, allerdings mit den willkürlich festgelegten Farben Schwarz und Silber. Da der Ort lange zum Hochstift Speyer gehörte, wurden nun dessen Farben Silber und Blau gewählt. Die Flagge ist von Blau und Weiß geviert. |

### Gemeindepartnerschaft
Partnergemeinde von Dudenhofen ist seit 1974 die Südtiroler Gemeinde Martell.

## Kultur und Sehenswürdigkeiten

### Kulturdenkmäler

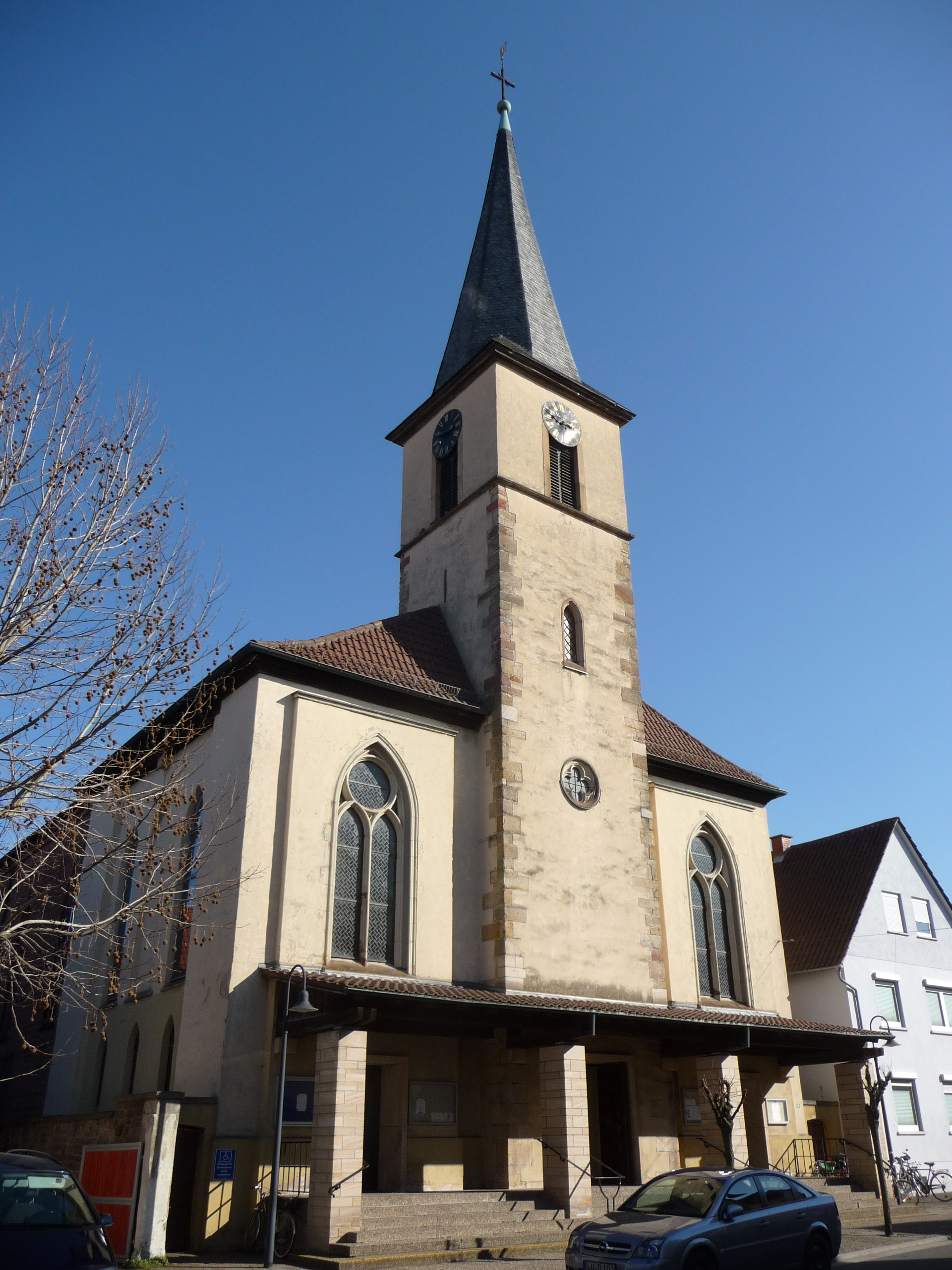
Denkmalgeschützte St.-Gangolf-Kirche

Vor Ort befinden sich insgesamt elf Objekte, die unter Denkmalschutz stehen, darunter die St.-Gangolf-Kirche.

### Natur
Das Naturschutzgebiet Woogwiesen erstreckt sich teilweise über das Gemeindegebiet. Einziges Naturdenkmal vor Ort sind die Rosskastanien mit Steinkreuz und Anlage. Innerhalb der Gemeinde existiert zudem ein 97 Hektar großes Gebiet, das als DBU-Naturerbefläche deklariert wurde.

## Wirtschaft und Infrastruktur

### Verkehr
Dudenhofen besaß ab 1921 einen Bahnhof an der 1956 stillgelegten Lokalbahn Speyer–Neustadt. Mittlerweile führt die von PalatinaBus betriebene Buslinie 507 durch den Ort und schafft eine Verbindung nach Neustadt sowie Speyer. Die Dezember 2022 eingeführte Buslinie 591 (ebenfalls von PalatinaBus betrieben) stellt Verbindungen nach Landau und Speyer her. Mitten durch den Ort führt die Bundesstraße 39 und die Landesstraße 537.

### Institutionen
Als Sitz der Verbandsgemeinde beherbergt Dudenhofen deren Verwaltung. Dort gibt es die Regionale Schule Dudenhofen/Römerberg.

### Sport

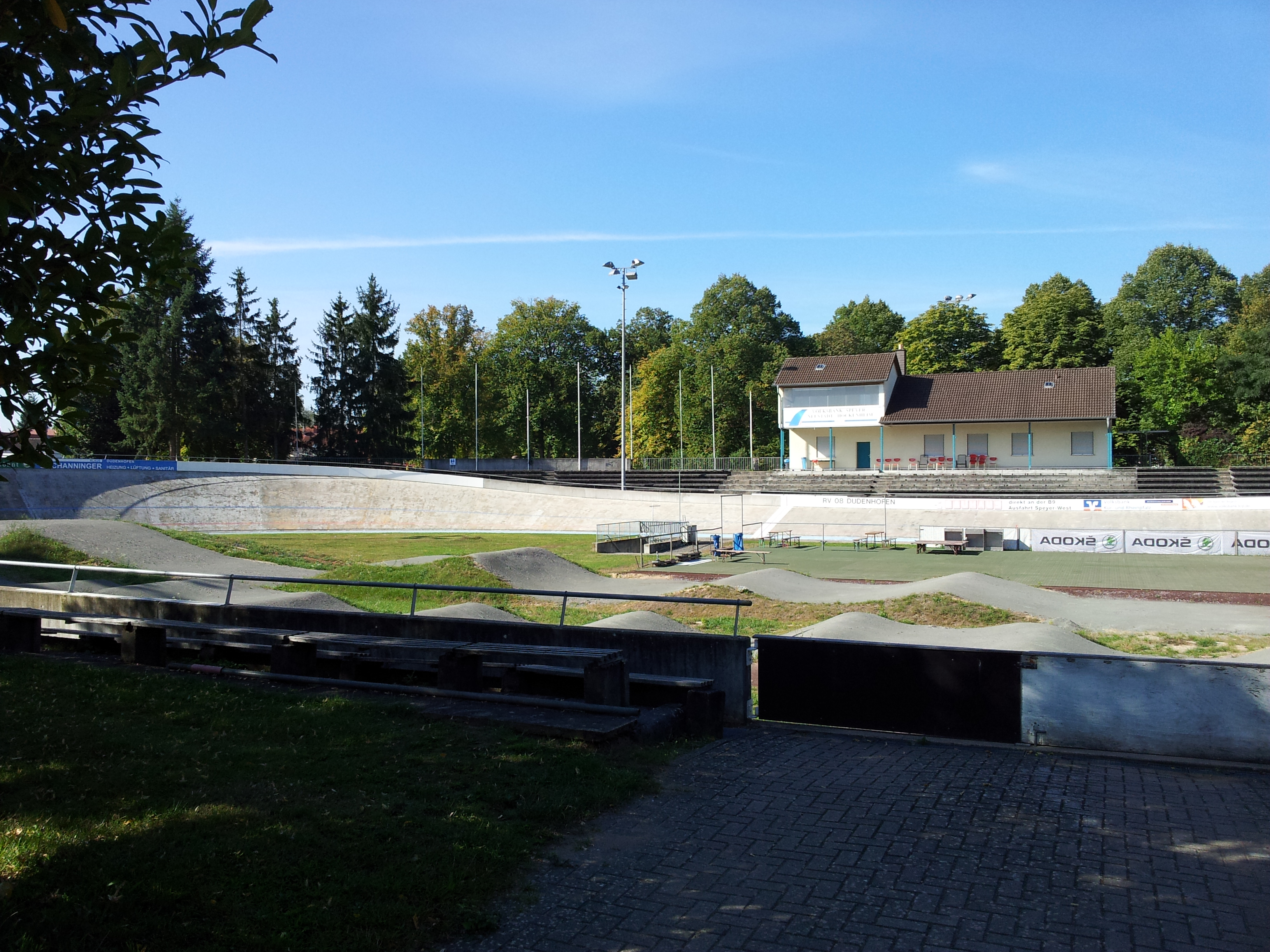
Radrennbahn Dudenhofen

Bekannt ist Dudenhofen für seine Radrennbahn, genannt die „Badewanne“. Seit 2000 ist diese Austragungsort der Internationalen Vier-Bahnen-Tournee. Zudem existiert vor Ort der FV Dudenhofen und der TV Dudenhofen.

### Kinderhospiz
In Dudenhofen befindet sich das einzige Kinderhospiz in Rheinland-Pfalz. 2015 wurde ein Erweiterungsbau eingeweiht.

### Tourismus
Am östlichen Rand des Siedlungsgebiets befindet sich die 2005 eingeweihte PWV-Hütte Im Bolig. Durch die Gemeinde verlaufen der Radweg Vom Rhein zum Wein und der mit einem roten Kreuz markierte Fernwanderweg Franken-Hessen-Kurpfalz.

## Persönlichkeiten

### Töchter und Söhne der Gemeinde
- Gerhard L. Bach (1934–2018), Rheumatologe, ehemaliger Dozent an der Ludwig-Maximilians-Universität München
- Lömsch Lehmann (* 1966), Jazzmusiker
- Benjamin Wittmann (* 1987), Bahnradsportler

### Persönlichkeiten, die vor Ort gewirkt haben
- Werner Adler (* 1946), ehemaliger Bundesliga-Fußballspieler, war Trainer beim FV Dudenhofen.
- Jule Brand (* 2002), Fußballnationalspielerin, in Dudenhofen aufgewachsen
- Jürgen Creutzmann (* 1945), von 1989 bis 2009 Mitglied im Landtag Rheinland-Pfalz, von 2001 bis 2006 Vizepräsident des Landtags und von 2009 bis 2014 Mitglied im Europaparlament. Er ist seit 40 Jahren Mitglied im Verbandsgemeinderat in Dudenhofen.
- Edward Duyker (* 1955), australischer Schriftsteller und Historiker. Er schrieb in seiner Biografie François Péron über die Besetzung Dudenhofens im Jahr 1793.
- Jan van Eijden (* 1976), ehemaliger Bahnradsportler, Olympiastarter in Sydney 2000, Trainer der britischen Bahnrad-Nationalmannschaft. Er startete als Aktiver für den RV 08 Dudenhofen.
- Isidor Markus Emanuel (1905–1991), katholischer Theologe, Bischof von Speyer, war Kaplan in Dudenhofen.
- Georg Gölter (1938–2025), Politiker, Kultusminister von Rheinland-Pfalz, lebte in Dudenhofen.
- Uli Gsell (* 1967), Bildhauer mit Werk auf dem Skulpturenweg in Dudenhofen
- Clemens Körner (* 1959), Politiker, ehemaliger Verbandsbürgermeister Dudenhofens, Landrat des Rhein-Pfalz-Kreises
- Johannes Kriebitzsch (1857–1938), Glasmaler, gestaltete die Fenster von St. Gangolf in Dudenhofen.
- Theodor Nauerz (1909–2007), katholischer Theologe, NS-Verfolgter, war Kaplan in Dudenhofen.
- Johannes Pfeiffer (1886–1965), katholischer Theologe, Professor an der Universität Santiago de Chile, war zuvor Pfarrer in Dudenhofen.
- Paul Schädler (1930–2025), Politiker, ehemaliger Landrat und Regierungspräsident von Rheinhessen-Pfalz, lebte in Dudenhofen.
- Michael Scheurer (* 1975), ehemaliger Bahnradsportler, deutscher Meister, startete für den RV 08 Dudenhofen.
- Niels Schlotterbeck (* 1967), ehemaliger Bundesliga-Fußballspieler, war Spielertrainer beim FV Dudenhofen.
- Olaf Schmäler (* 1969), ehemaliger Bundesliga-Fußballspieler, war Jugendtrainer beim FV Dudenhofen.
- Meinolf Schmid, Träger des Verdienstordens des Landes Rheinland-Pfalz
- Werner Schramm (1933–2004), evangelischer Theologe, Kirchenpräsident der Protestantischen Landeskirche der Pfalz, starb in Dudenhofen.
- Nikolaus von Weis (1796–1869), katholischer Theologe, Bischof von Speyer, war Pfarrer in Dudenhofen.